# Pellenes dorsalis
Pellenes dorsalis är en spindelart som först beskrevs av Banks 1898.  Pellenes dorsalis ingår i släktet Pellenes och familjen hoppspindlar. Inga underarter finns listade i Catalogue of Life.